# Bahnhofstraße 10/12 (Coburg)

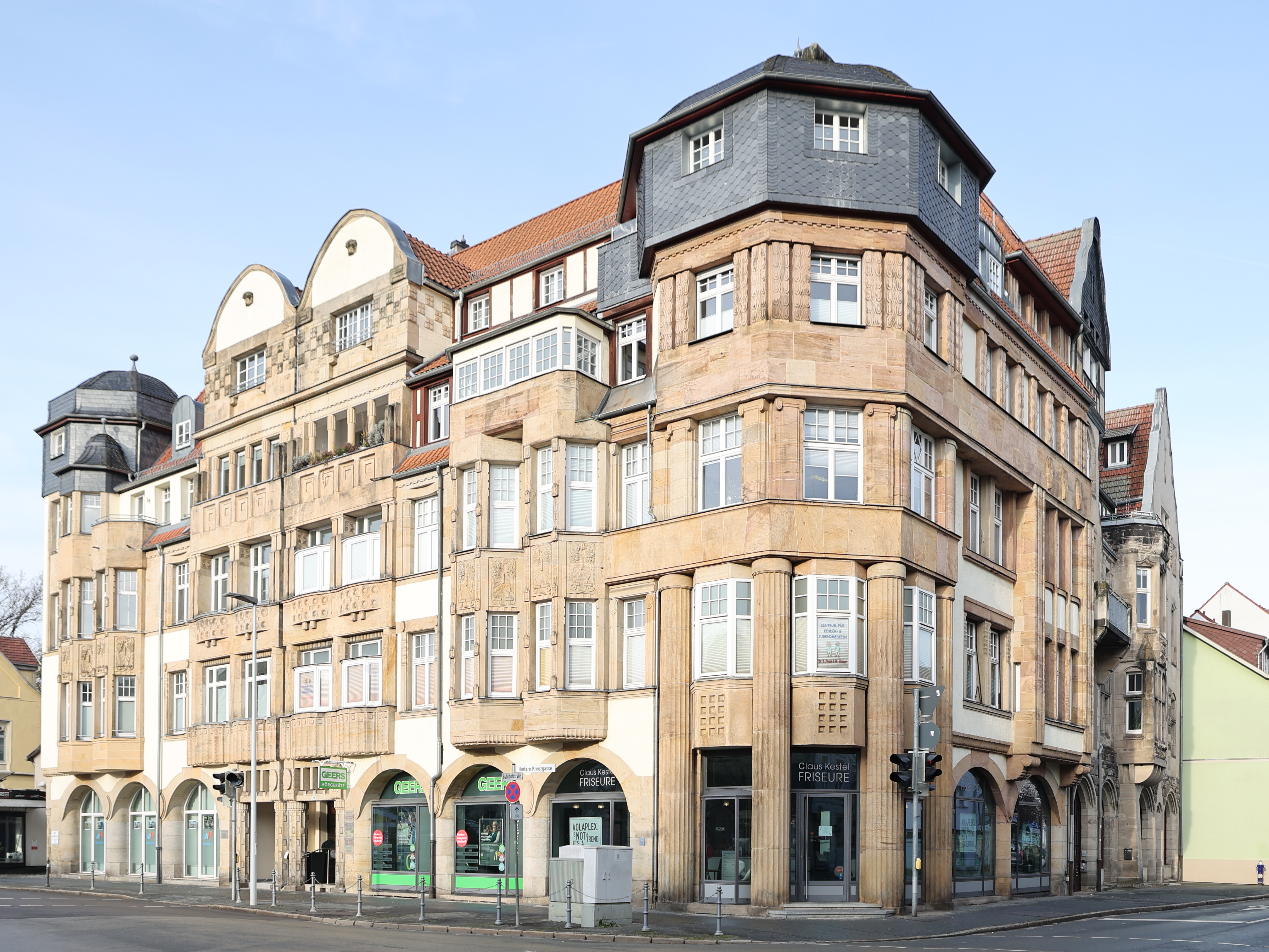
Bahnhofstraße 10/12 in Coburg, Südfassade

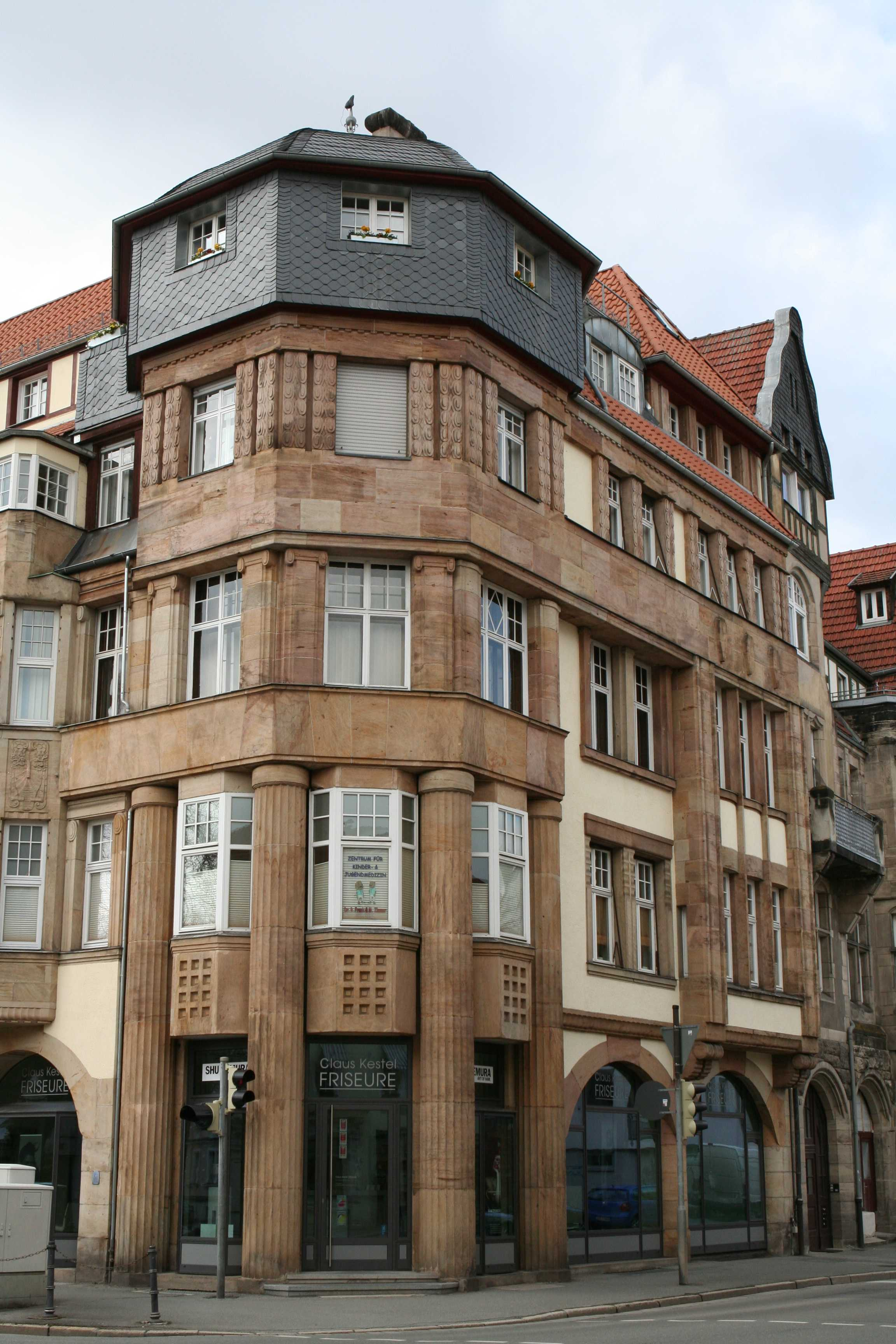
Ostfassade

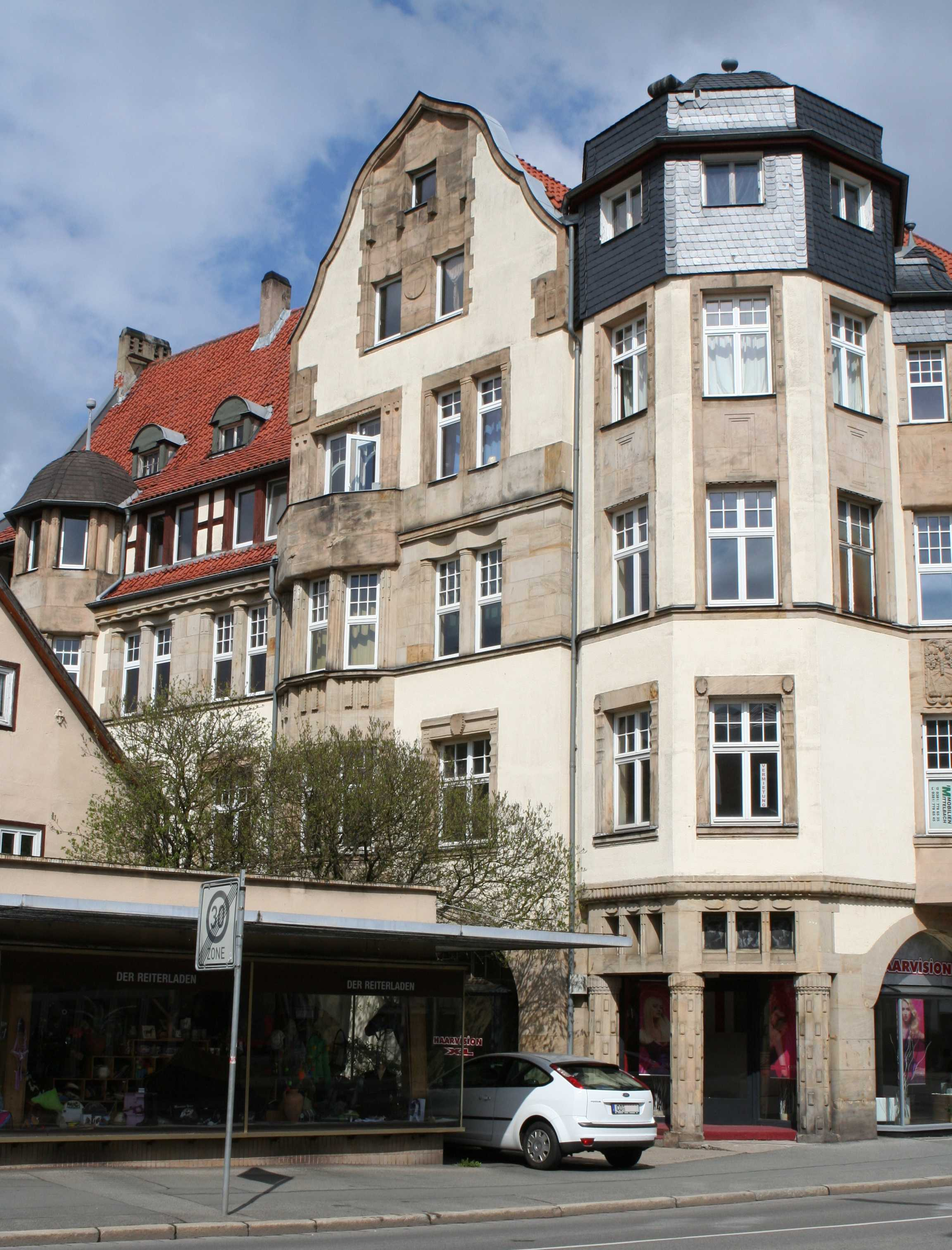
Westfassade

Das Haus Bahnhofstraße 10/12 in der oberfränkischen Stadt Coburg ist ein Wohn- und Geschäftshaus, das von 1910 bis 1913 der Architekt August Berger im Jugendstil errichtete und als Baudenkmal in der Bayerischen Denkmalliste eingetragen ist.

## Geschichte
Der Baugruppe an der Kreuzung Bahnhofstraße, Hintere Kreuzgasse und Hindenburgstraße besteht zusammen mit dem Haus Hintere Kreuzgasse Nr. 1 aus insgesamt drei Gebäuden. Das Doppelanwesen in der Bahnhofsstraße wurde auf eigene Rechnung vom Hildburghäuser Architekten August Berger errichtet. Er hatte zuvor 1902 die Baufirma Carl Kleemann erworben und übernahm die Planungen des Baurates Carl Kleemann für ein Miets- und Geschäftshaus auf dem Areal. Berger kaufte die vor allem mit Gerberhäusern bebauten Grundstücke und errichtete nach Erhalt der Baugenehmigung im Jahre 1904 als erstes mit Fassadenänderungen das Haus in der Hinteren Kreuzgasse 1, das 1908 fertiggestellt war. Nach Erteilung der Baugenehmigung im Jahre 1910 für den Komplex in der Bahnhofstraße wurden noch Änderungen an den Fassadenplänen vorgenommen und der westliche Abschnitt bis auf das Eckhaus zur Hinteren Kreuzgasse in Angriff genommen. Das an der Straßenecke stehende Haus (ehemals Bahnhofstraße 8) des Kaufmanns Carl Thomas, der dort ein Lebensmittelgeschäft betrieb, kam nachträglich erst 1911 zwecks Abbruch und Neubau in Bergers Besitz. 1912/13 war das Doppelhaus, das drei Gerberhäuser ersetzte, fertiggestellt. Im Haus Nr. 12 wohnte unter anderem der Maler Heinrich Höllein.
Im Jahre 1977 wurden die bauzeitlichen Vitrinen im Erdgeschoss durch moderne Schaufenster ersetzt und die Erker saniert, nachdem der Konsolerker des Gebäudes Nr. 10 in der Hinteren Kreuzgasse ohne weitere Folgen herabgestürzt war. 1989 kamen Renovierungs- und Umbauarbeiten im Dachgeschoss zur Ausführung. Insgesamt besitzt das Anwesen noch eine Vielzahl gut erhaltene Details seiner ursprünglichen Ausstattung.

## Architektur
Das viergeschossige, mit einem ausgebauten Dachgeschoss ausgestattete, repräsentative Mietshaus ist in der Fassadengestaltung durch zahlreiche geometrische Jugendstilornamente und den Wechsel von verputzten und Hausteinflächen gekennzeichnet. Alle Flächen scheinen in Bewegung zu sein.
Die Hauptfassade Richtung Süden, eingerahmt durch zwei polygonale Ecktürme, hat eine leichte Asymmetrie. Der rechte Teil, Haus Nr. 10, besitzt eine Fensterachse mehr als der linke, wodurch das Hauseingangspaar nach links verschoben ist. Der rechte Eckturm an der Hinteren Kreuzgasse steht auf vier zweigeschossigen Säulen, die kanneliert gestaltet sind. Im ersten Obergeschoss befinden sich zwischen den Säulen drei flache, dreiseitige Erker. Das Erdgeschoss weist im Bereich der Schaufenster breite Segmentbogenarkaden mit Säulen auf. Polygonale, zweigeschossige Erkerpaare sind beidseitig in den unteren Obergeschossen angeordnet. Das rechte Paar wird oben durch eine Brüstung und ein Fensterband abgeschlossen, das linke durch einen Turmaufsatz mit Haube und eine Altane. Über den Eingängen sind Risalite vorhanden, die in Zwerchhäusern enden. Die Brüstungsfelder der Risalite sind durch Wölbungen wie Kleinerker ausgebildet.
Die östliche Fassade in der Hinteren Kreuzgasse ist im Erdgeschoss ebenfalls mit Arkaden gestaltet. An der Grenze zum Nachbarhaus Hintere Kreuzgasse 1 kragt in den beiden unteren Obergeschossen ein dreiachsiger Konsolerker vor. Das vierte Obergeschoss ist auf ganze Fassadenlänge vorstehend ausgebildet. Die Westfassade des Hauses Nr. 12 prägt ein Zwerchhausrisalit mit einem hohen geschweiften Spitzgiebel, der oben eine Werksteinfensterbank aufweist. Die linke Seite des Risalits besitzt einen zweigeschossigen polygonalen Erker, oben abgeschlossen von einem Balkon mit Brüstung. Von der bauzeitlichen Innenraumgestaltung sind in den Treppenhäusern noch kannelierte Pilaster-Wandvertäfelungen und Geländer sowie die Wohnungstüren vorhanden.